# تي ك. بلو
تي ك. بلو (بالإنجليزية: T. K. Blue)‏ هو عازف جاز أمريكي، ولد في 1953 في نيويورك في الولايات المتحدة.

## وصلات خارجية
- تي ك. بلو على موقع ميوزك برينز (الإنجليزية)
- تي ك. بلو على موقع ميوزك برينز (الإنجليزية)
- تي ك. بلو على موقع ديسكوغز (الإنجليزية)